# Rostmantelwürger
Der Rostmantelwürger (Lanius souzae) ist ein Singvogel aus der Gattung Lanius in der Familie der Würger (Laniidae).
Die kleine, nur etwa lerchengroße braun-graue Würgerart erinnert etwas an einen blass gefärbten Neuntöter, ist von diesem aber leicht durch die deutlichen weißen Schulterstreifen zu unterscheiden. Sie kommt in einem relativ großen Gebiet vor allem im südlichen Zentralafrika südlich des Äquators insbesondere in Miombo-Waldsavannen vor. Er lebt einzeln oder in Paaren, wird aber auch oft in kleinen Gruppen von vier bis fünf Individuen beobachtet.
Wie die Mehrheit der Vertreter dieser Gattung ist auch der Rostmantelwürger ein Ansitzjäger, der sich vornehmlich von Wirbellosen und nur gelegentlich von kleinen Wirbeltieren ernährt. Die Art gilt als Standvogel, doch sind auch kleinräumige Wanderungen im Südwinter festgestellt worden.
Die scheue, wenig auffällige Art ist nur unzureichend erforscht. Über ihre Verbreitungsdichte liegen kaum Informationen vor, doch wird sie zurzeit (2016) in keiner Gefährdungsstufe gelistet.  Der nördlich des Äquators verbreitete Rotbürzelwürger gilt als Schwesterart, doch weisen neuere Untersuchungen eher auf eine sehr nahe Verwandtschaft zum Südlichen Fiskalwürger hin. Neben der Nominatform bestehen noch zwei andere, geringfügig differenzierte Unterarten.

## Aussehen

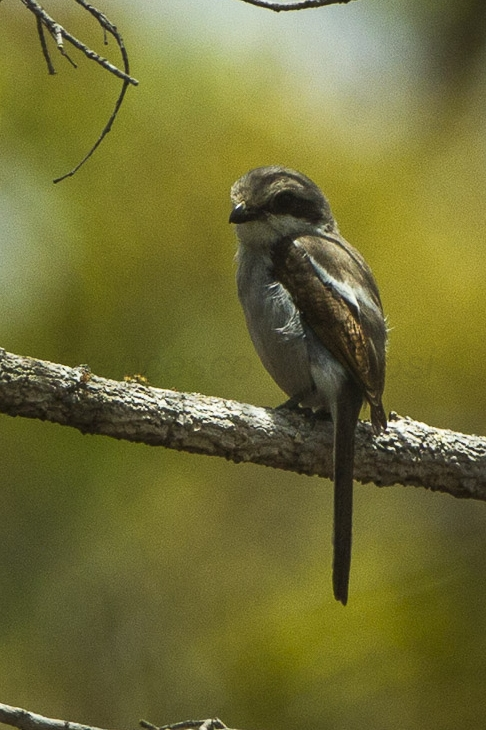
Rostmantelwürger – wahrscheinlich adultes Weibchen

Der Rostmantelwürger ist eine wenig auffällige, auch in ihren Vokalisationen eher leise, schlanke Würgerart. In Größe (17 – 18 Zentimeter) und Gewicht (max. 30 Gramm) gleicht sie dem Neuntöter, dem sie auch in Habitus und Gefiederfärbung ähnlich ist, allerdings deutliche weiße Schulterabzeichen aufweist. Zusätzlich sind Waldsavannen ihr Lebensraum, während sich der Neuntöter im Winter vor allem in Dornbuschsavannen aufhält. Sehr ähnlich ist auch der Rotbürzelwürger, doch sind die Verbreitungsgebiete der beiden Arten weiträumig getrennt. Der Geschlechtsdimorphismus beschränkt sich auf einen moderaten Färbungsunterschied: Weibchen sind etwas blasser gefärbt und weisen an den Flanken rötlichbraune Farbtöne auf.
Scheitel, Nacken und Mantel sind blass grau. Die schwarze Gesichtsmaske ist auffällig; sie beginnt am Schnabelansatz und verläuft über die Augen zu den Ohrdecken. Zum Scheitel hin wird sie von einer nicht immer deutlich erkennbaren hellen Federregion begrenzt. Die Schultern sind weiß, der Rücken auf dumpf-braunem Grund sehr fein schwarz gebändert. Der Bürzel ist eher graubraun und kaum gebändert. Die Schwingen sind matt braun, die Deckfedern eher rötlichbraun und fein schwarz gebändert. Die Handschwingen weisen keine weiße Basalregion auf, deshalb erscheint beim sitzenden Vogel auch kein weißes Flügelfeld. Die Unterseite ist cremefarben bis weißlich, manchmal mit einer sehr feinen dunklen Zeichnung. Der lange, schmale, nur ganz leicht gerundete Schwanz weist auf mattbraunem Grund eine rötlichbraune und schwarze Bänderung auf. Bis auf das Mittelpaar sind alle Schwanzfedern unregelmäßig weiß getropft, die Außenfahnen der Randfedern sind teilweise weiß. Der Schnabel ist bis auf die deutlich hellere Basis des Unterschnabels schwarz, die Beine sind dunkelgrau, die Iris ist dunkelbraun.
Jungvögel sind auf der Oberseite rötlichbraun, auf der Unterseite schmutzig weiß. Die Schulterregion ist weißlich. Sie sind am gesamten Körper auffallend stark dunkel gebändert und geflockt. Die Gesichtsmaske ist bräunlich und nur andeutungsweise erkennbar.

### Mauser
Es existieren kaum Angaben. Wahrscheinlich eine jährliche, nachbrutzeitliche Komplettmauser. Möglicherweise werden die Schwingen gesondert vermausert.

## Lautäußerungen
Die Lautäußerungen sind kaum erforscht und nur wenige sind dokumentiert. Die Art scheint akustisch nicht sehr auffällig zu sein. Am häufigsten ist ein gedämpftes, leicht vibrierendes Tsiiie zu hören, das wahrscheinlich territorialen Charakter hat. Auch unharmonisch klingende tsii-jert – Rufreihen scheinen im gleichen Kontext zu stehen. In der Vorbrutzeit ist das Männchen mit einem leisen, schwatzenden, mit rauen Elementen durchsetzten Gesang zu hören. Der Alarmruf wird als kreischend-kratzender Laut beschrieben.

## Verbreitung und Lebensraum

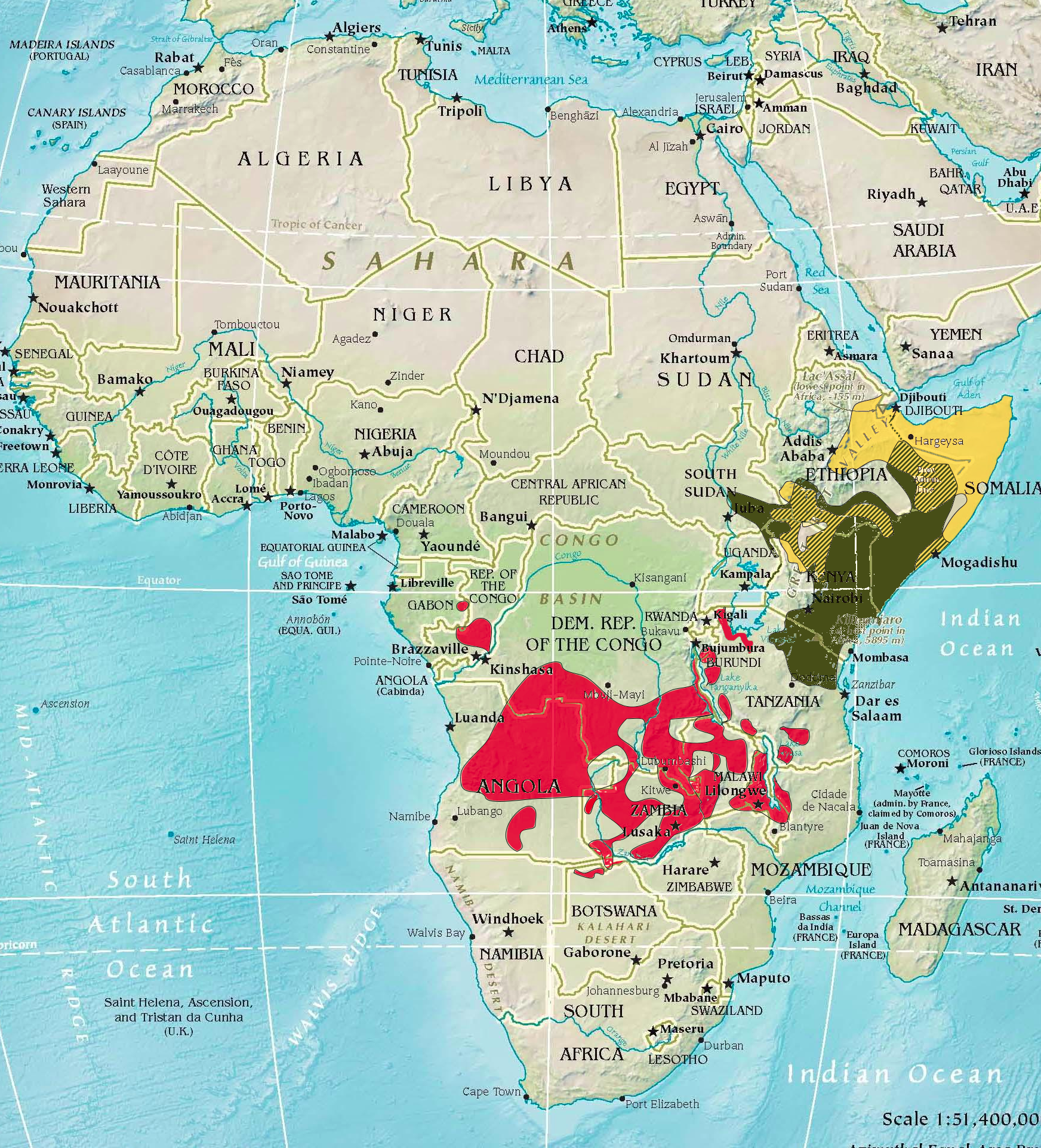
Verbreitungsgebiet des Rostmantelwürgers (rötlich), des
Somaliwürgers (gelb) und des Taitawürgers (dunkelgrün). Gelb-grün gestreift sind Regionen, in denen Somaliwürger und Taitawürger gemeinsam vorkommen.

Das Verbreitungsgebiet des Rostmantelwürgers liegt zur Gänze in Afrika südlich des Äquators.
Es reicht von Zentral und Nordostangola, den Süden der Demokratischen Republik Kongo, über Sambia und Malawi ostwärts bis in den Westen von Tansania und den Nordwesten von Mosambik. Während im Westen die Art relativ flächendeckend vorkommt, lockern gegen Osten hin die Vorkommen inselartig auf. Weitgehend isolierte Verbreitungsinseln liegen im Nordwesten in der Republik Kongo sowie in Gabun, im Nordosten westlich und südlich des Viktoriasees im nordwestlichsten Tansania und in Ruanda sowie im Südwesten und Süden im südlichen Angola und im nördlichen Botswana. Nicht bestätigt sind Beobachtungen aus dem südlichen Burundi und dem nördlichen Namibia.

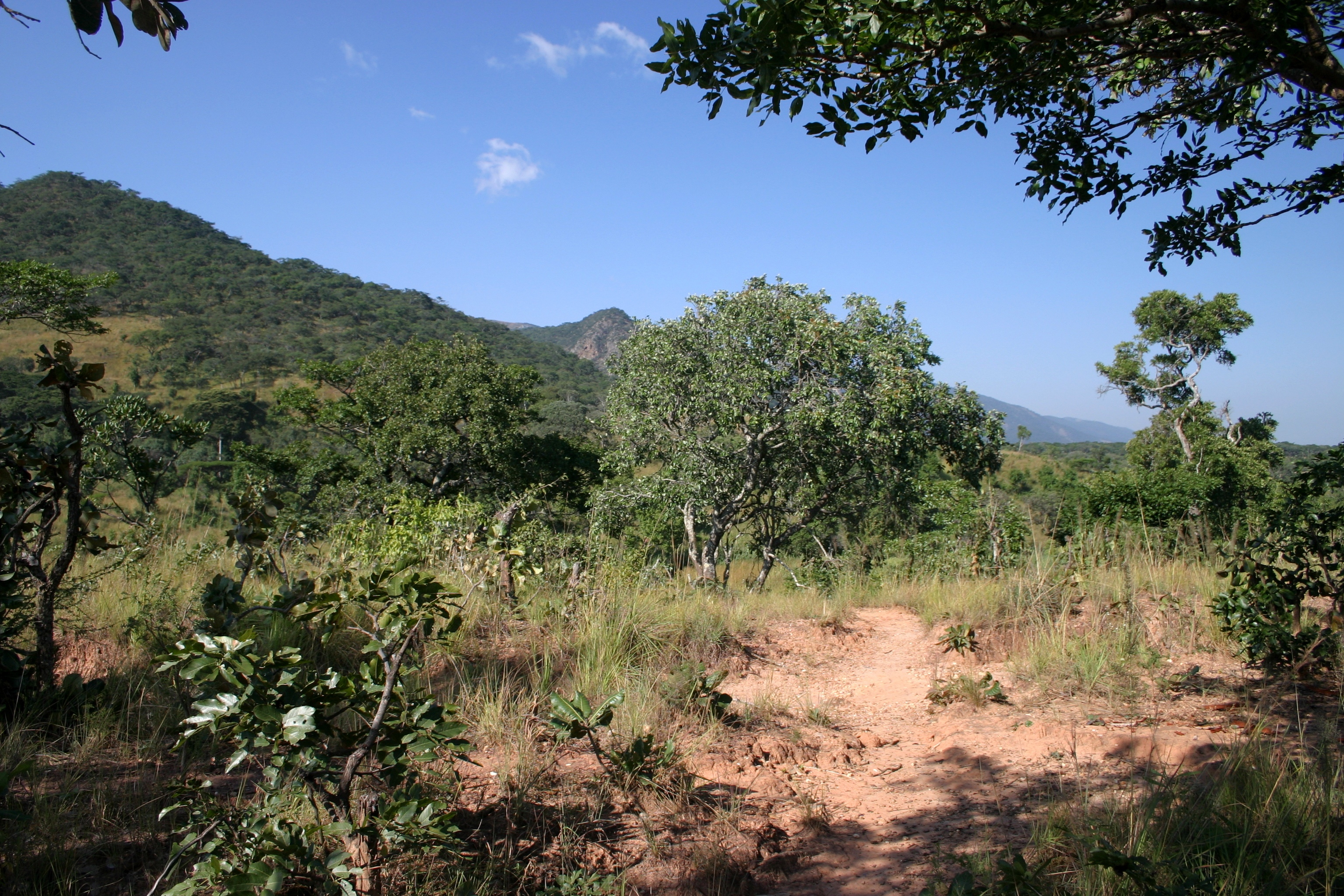
Miombo-Savannen sind der bevorzugte Lebensraum der Art

Der Rostmantelwürger ist weitgehend, jedoch nicht ausschließlich an Miombo–Baumsavannen gebunden, in denen Bäume aus der Gattung Brachystegia die Leitgewächse sind. Er bevorzugt Areale mit kurzem oder fehlendem Grasbewuchs und aufgelockertem Baumbestand. Die Art erscheint auch in Savannentypen, in denen andere Laubbäume wie etwa Uapaca sp., Burkea sp. oder Baikiaea sp. vorherrschen. In Ruanda kommt sie ausschließlich in Pericopsisbeständen vor. In reinen Dornbuschsavannen brütet der Rostmantelwürger nicht, besiedelt jedoch die Randbereiche der Acacia – Compretum Savanne. Nur vereinzelt werden Bruten in großen Gärten oder am Rande von Siedlungen festgestellt.
Über die vertikale Verbreitung des Rostmantelwürgers ist wenig bekannt. Die bisherigen Beobachtungen weisen ihn als Art mittlerer Höhen, etwa zwischen 700 und 1800 Metern aus.
Die Art gilt als Standvogel. Da sie jedoch im Südwinter aus manchen Brutgebieten völlig verschwindet, werden lokale, kleinräumige Wanderbewegungen vermutet. Auch kleinräumige Wanderbewegungen während der Trockenzeit sind wahrscheinlich.
Zu Reviergröße und Raumbedarf bestehen keine Angaben.

## Biologische Details

### Nahrung und Nahrungserwerb
Detaillierte Angaben sind nicht verfügbar. Zikaden und große Spinnen wurden festgestellt, doch ist das Beutetierspektrum mit Sicherheit wesentlich umfangreicher und wird vor allem unterschiedlichste Insektenarten und gelegentlich kleine Wirbeltiere umfassen. Eine Attacke auf einen etwa sperlingsgroßen Violettmantel-Nektarvogel ist dokumentiert.
Wie die meisten Arten der Gattung Lanius ist auch der Rostmantelwürger vor allem ein Ansitzjäger, der in geneigter oder fast horizontaler Position von einer Sitzwarte aus vor allem den Boden nach Beutetieren absucht. Bei Würgern dieser Größe liegt der größte Jagderfolg innerhalb eines Radius von etwa 10 Metern. Erspäht er ein geeignetes Beutetier, gleitet er vom Ansitz und schlägt es am Boden. Kleinere Beute wird an Ort und Stelle gefressen, größere zum Ansitz zurückgetragen und dort zerlegt. Ob der Rostmantelwürger Beutetiere aufspießt ist nicht bekannt.

### Verhalten und Brutbiologie
Wie alle Würger ist auch der Rostmantelwürger tagaktiv. Er hält sich meist im unteren Wipfelbereich von Laubbäumen auf; bei Störung flieht er in höhere Regionen. Die Art wird häufig in kleinen Gruppen von 3 – 5 Individuen angetroffen, sodass Bruthilfe nicht unwahrscheinlich ist. Über Ausmaß und Art der Territorialität sowie Anzahl der Jahresbruten bestehen keine Angaben.
Die Art brütet zwischen September und Dezember im nördlichen Teil ihres Verbreitungsgebietes und zwischen September und November weiter südlich. Sie baut aufwändig konstruierte kleine, aber tiefe Napfnester, die oft frei auf einem Ast aufliegen. Sie erinnern stark an Nester von Vögeln der Gattung der Brillenwürger. Außen wird das Nest mit Materialien der Umgebung sowie mit Spinnweben getarnt. Die Errichtung des Nestes dauert bis zu drei Wochen.
Das Gelege besteht aus 3 – 4 blassgrünen oder schmutzig gelben, braun, violett und grau gefleckten Eiern. Wahrscheinlich brütet nur das Weibchen. Weitere Informationen sind nicht verfügbar.

## Systematik
Die Art wurde 1878 vom portugiesischen Zoologen José Vicente Barbosa du Bocage erstbeschrieben. Das Typusexemplar stammt aus Caconda in Zentralangola. Er wählte das Artepitheton souzae zu Ehren von José Augusto de Sousa, einem portugiesischen Ornithologen.
Der Rostmantelwürger wird mehrheitlich in die nahe Verwandtschaft zu Lanius gubernator gestellt und als dessen Schwesterart aufgefasst. Fuchs et al. stellten in ihrer umfangreichen Untersuchung jedoch sehr nahe Verwandtschaftsverhältnisse zur Gruppe der Südlichen Fiskalwürger fest. Allerdings konzentriert sich die erwähnte Arbeit auf die Fiskalwürger und eine Reihe anderer Arten wurde nicht berücksichtigt.
Es werden drei Unterarten beschrieben. Die Vögel werden nach Süden zu geringfügig keiner und heller.
- Lanius s. souzae Bocage, 1878: Nordwestliches Verbreitungsgebiet.
- Lanius s. burigi Chapin, 1950: Ruanda, Burundi und westliches Tansania. Schwingen und Rücken graubraun. Keine Bänderung am unteren Rücken und den Oberschwanzdecken. Rostrote Flankenfärbung der Weibchen intensiver als bei L. s. souzae.
- Lanius s. tacitus Clancey, 1970: Südostangola, Katanga, nördliches Botswana, westliches Malawi und nördliches Mosambik. Mantel olivbraun, Schwingen wie bei der Nominatform, jedoch etwas blasser; rostbraune Flankenfärbung der Weibchen verwaschener und kleiner. Insgesamt kleiner als L. s. souzae und L. s. burigi.

## Bestand und Bedrohung
Die Bestandsverhältnisse der Art sind weitgehend unbekannt. Die Umwandlung von Miombo-Savannen in für Tabakanbau geeignete Flächen bzw. die übermäßige Entnahme von Holz, das man zum Trocknen des Tabaks aber auch als Feuerholz benötigt, gefährdet den Lebensraum der Art. Der Rostmantelwürger gilt nirgendwo als häufige Art, wird aber aufgrund seiner verborgenen Lebensweise wohl auch oft übersehen. Die IUCN stuft den Populationstrend zwar als abnehmend ein, listet die Art jedoch in keiner Gefährdungsstufe.